# ホンダ・EV-neo
EV-neo（イーブイ・ネオ） は、本田技研工業が生産販売していた電動スクーターである。 定格出力580Wで、排気量区分では原動機付自転車となる。

## 概要
先代のCUV ESは官公庁や地方自治体等へのリース販売のみであったが、EV-neoは、企業・個人事業主向けリース販売専用車として発売された。
2010年12月から2011年3月にかけて、複数の協力企業に走行データ収集などのモニタリングを行うための車両約100台を納車。
2017年から豊島（香川県）にてレンタルバイクとして利用されている。

## モデル一覧
・EV-neo
・EV-neo PRO（フロント、リアキャリ付き）

## 遍歴
2010年12月24日：リース販売開始、ただしモニター用で100台。
2011年4月：一般の企業や個人事業主に対するリース販売開始。
2015年：生産終了